# Râul Buzău
Buzăul este cea mai importantă apă curgătoare care străbate județul Buzău.  Izvorăște din Carpații de Curbură din Munții Ciucaș și se varsă în Siret. Vechea denumire în limba greacă veche a râului Buzău și a orașului Buzău, atestată în secolul IV î. Hr., a fost Mousaios (Μουσαίος).
În sectorul montan, dinamica râului este deosebit de mare, mai ales la viituri. În sectorul subcarpatic și cel montan, afluenții mai importanți sunt: Râul Bâsca Roziliei, Râul Bâsca Chiojdului,  Pănătău, Slănic și Câlnău. În sectorul de câmpie, Buzăul primește un număr redus de afluenți și de o importanță minoră.

## Fauna ihtiologică
În bazinul râului Buzău au fost identificate 29 de specii de pești: 
- Alburnoides bipunctatus bipunctatus Bloch, 1782 – Beldiță
- Alburnus alburnus alburnus L., 1758 – Obleț
- Barbus barbus barbus L., 1758 – Mreană
- Barbus petenyi Heckel, 1847 – Mreană vânătă
- Carassius auratus gibelio Bloch, 1782 – Caras
- Carassius carassius L., 1758 – Caracudă
- Chondrostoma nasus nasus L., 1758 – Scobar
- Cobitis taenia taenia L., 1758 – Zvârlugă
- Cottus gobio gobio L., 1758 – Zglăvoacă
- Cyprinus carpio carpio L., 1758 – Crap
- Esox lucius L., 1758 – Știucă
- Gobio gobio obtusirostris Valenciennes, 1844
- Gobio kessleri kessleri Dybowski, 1862 – Porcușor de nisip
- Leucaspius delineatus delineatus Heckel, 1843 – Plevușcă
- Leuciscus cephalus cephalus L., 1758 – Clean
- Leuciscus idus idus L., 1758 – Văduviță
- Misgurnus fossilis L., 1758 – Țipar
- Orthrias barbatulus L., 1758 – Grindel
- Perca fluviatilis fluviatilis L., 1758 – Biban european
- Phoxinus phoxinus phoxinus L., 1758 – Boiștean
- Pseudorasbora parva Schlegel, 1842 – Murgoi bălțat
- Pungitius platygaster platygaster Kessler, 1859 – Osar
- Rutilus rutilus carpathorossicus Vladykov, 1930 – Babușcă
- Sabanejewia aurata vallachica Nalbant, 1957
- Salmo trutta fario L., 1758 – Păstrăv de munte
- Silurus glanis L., 1758 – Somn
- Stizostedion lucioperca L. 1758 – Șalău
- Thymallus thymallus L., 1758 – Lipan
- Vimba vimba carinata Pallas, 1811 – Morunaș

## Exploatare
Pe cursul Buzăului sunt două amenajări hidroenergetice: barajul și Acumularea Siriu, cu centrala hidroelectrică de la Nehoiașu și barajul Cândești, cu amenajarea hidroenergetică Cândești-Vernești-Simileasca.
În aval de hidrocentrala Nehoiașu, pe o lungime de 12 km, se practică raftingul, porțiunea fiind una de dificultate redusă și accesibilă începătorilor.

## Literatură suplimentară
- Managementul inundațiilor în baziunul hidrografic Buzău, Olimpia Negru, Documentele Conferinței Asociației Române de Limnogeografie „Resursele de apă din România. Vulnerabilitate la activitățile antropice” din 11-13 iunie 2010 Târgoviște (România), p. 184-188, Ed. Taransversal, 2010, ISBN 978-606-8042-65-7, accesat 2014.05.28

- Valea Buzăului studiu climatic și topoclimatic (Rezumat) Arhivat în 29 mai 2014, la Wayback Machine., Gheorghe (Arnăut) Mariana-Laura (Teză de Doctorat), Departamentul de Geografie, Turism și Amenajarea teritoriului, Facultatea de Istorie-Geografie și Relații Internaționale, Universitatea din Oradea, 2010, accesat 2014.05.28